# Cortex (anatomie)
De cortex (schors) is de buitenste laag van bepaalde organen.
Bij dieren kunnen er twee hoofdtypen cortex worden onderscheiden:
- de hersenschors - die op zijn beurt uiteenvalt in de cortex cerebri en de cortex cerebelli en
- de nierschors ofwel de buitenste laag van nieren, die het kapsel van Bowman, de glomerulus, de proximale tubulus, de distale tubulus en het aangrenzende verzamelbuisje omvat.

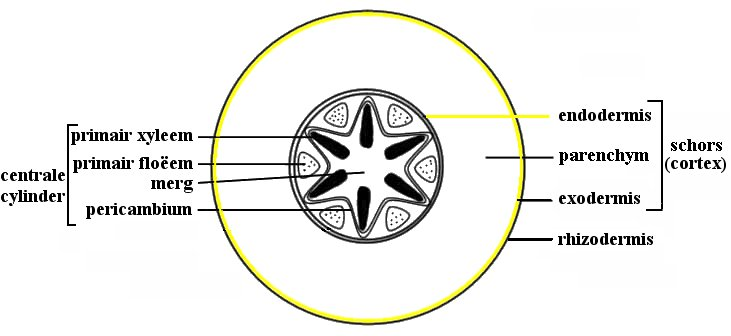
Schema dwarsdoorsnede wortel met beginnende secundaire groei

Bij vaatplanten bestaat de cortex of primaire schors uit grote, dunwandige parenchymcellen. 
- Bij de stengel is de cortex of primaire schors het gedeelte tussen centrale cilinder en exodermis
- Bij primaire wortels is de cortex het deel vanaf de endodermis (meteen buiten de centrale cilinder) tot de rhizodermis.